# 1588 en santé et médecine
| Années de la santé et de la médecine : 1585 - 1586 - 1587 - 1588 - 1589 - 1590 - 1591    |
| Décennies de la santé et de la médecine : 1550 - 1560 - 1570 - 1580 - 1590 - 1600 - 1610 |

Cet article présente les faits marquants de l'année 1588 en santé et médecine.

## Publications
- Joachim Camerarius le Jeune (1534-1598) fait imprimer à Francfort, chez Johann Feherabend, son Hortus medicus et philosophicus[1],[2].
- Gaspard Bauhin traduit en latin le Nouveau traité de l'hystérotokomotokie ou enfantement césarien (1581) de François Rousset (1535-1598[3],[4]).
- Brice Bauderon (1540-1623) fait paraître  une « Pharmacopée[5],[6] » promise à « un extraordinaire succès de librairie[7] ».
- Parution de la Nosomantica Hyppocratea de Thomas Muffet (1553-1604[8]).

## Naissances
- 21 janvier : Jean-Jacques Chifflet (mort en 1660), médecin, antiquaire et archéologue français[9].
- 13 mai : Ole Worm (mort en 1654), médecin et collectionneur danois[10].
- 10 décembre : Isaac Beeckman (mort en 1637), médecin, mathématicien, physicien et philosophe néerlandais[11].
- Bartolomeo Ambrosini (mort en 1657), médecin et botaniste italien[12].
- Pierre-Jean Fabre (mort en 1658), médecin et alchimiste français[13].
- 1588 ou 1603 : Adrian von Mynsicht (mort en 1638), médecin et pharmacien spagyrique allemand[14],[15].

## Décès
- 24 février : Jean Wier (né en 1515 ou 1516), médecin flamand[16].
- 1er mars : Jacques Daléchamps (né en 1513), médecin, botaniste et helléniste français, élève de Guillaume Rondelet (1507-1566) et de Jean Schyron († 1556), médecin de l'Hôtel-Dieu de Lyon[17],[18].
- 10 mars : Theodor Zwinger l'Ancien (né en 1533), savant et médecin suisse[19].
- 5 mai : Giorgio Biandrata (né vers 1520), médecin et réformateur religieux italien[20].
- Johann Aicholz (de) (né vers 1520), médecin et botaniste autrichien[21].
- Auger Ferrier (né en 1513), médecin et astrologue français[22].
- Leonardo Fioravanti (né vers 1517), médecin italien[23].
- Juan Huarte (né vers 1530), médecin et philosophe espagnol[24].
- Julien Le Paulmier (né en 1520), médecin français[25].
- Nicolas Monardes (né vers 1493), médecin et botaniste espagnol[26],[27].
- Vers 1588 : Thomas Penny (né vers 1532), médecin et naturaliste anglais[28].
- 1587 ou 1588 : Juan Valverde de Amusco (en) (né en 1525), anatomiste espagnol[29],[30].
- Après 1588 : Pierre Quthe (né en 1519), apothicaire parisien[31].